# Bougy-Villars
Bougy-Villars je obec na jihozápadě Švýcarska, v okrese Morges v kantonu Vaud. Žije zde 488 obyvatel.

## Geografie
Bougy-Villars leží v nadmořské výšce 548 m, vzdušnou čarou 11 km jihozápadně od okresního města Morges. Vinařská obec se rozkládá uprostřed vinic na jižním svahu údolí Vaud Côte, v panoramatické poloze asi 170 metrů nad hladinou Ženevského jezera.
Území obce o rozloze 1,8 km² pokrývá část oblasti Vaud Côte. Území obce se rozkládá od úpatí svahu na sever přes vinice na výšinách Côte až k vyhlídce Signal de Bougy (707 m n. m.). Úzký kout území zasahuje na severozápadě do pramenů řeky Armary poblíž zemědělské osady La Gingine. Nejvyšší bod Bougy-Villars se nachází v nadmořské výšce 720 m n. m. na protáhlé vyhlídce Signal de Bougy. V roce 1997 tvořila 19 % rozlohy obce zastavěná plocha, 25 % lesy a lesní porosty a 56 % zemědělství.
K Bougy-Villars patří řada vinic a několik samostatně stojících farem. Sousedními obcemi Bougy-Villars jsou Aubonne, Féchy, Perroy, Mont-sur-Rolle a Essertines-sur-Rolle.

## Historie

Vyhlídka na Signal de Bougy (1842)

První písemná zmínka o obci pochází z roku 996 ve slovním spojení in villa Balgedelco. Později se objevují názvy Balgels, Balgeel (1052), Bougels a v roce 1285 Bougy-Milon. Tento pomístní název se udržel až do konce 19. století. Poté se obec nazývala Bougy a od roku 1953 Bougy-Villars.
Obec původně patřila opatství Romainmôtier, ale pozemky v Bougy-Villars vlastnil také cisterciácký klášter Bonmont. Po dobytí Vaudu Bernem v roce 1536 přešla vesnice pod správu kastelána Mont-le-Vieux v panství Morges. Po pádu Staré konfederace patřila obec v letech 1798–1803 v období helvétského soustátí ke kantonu Léman, který byl poté po vstupu v platnost Ústavy o zprostředkování sloučen s kantonem Vaud. V roce 1798 byla obec přiřazena k okresu Aubonne, s jeho zánikem v roce 2007 pak k okresu Morges.

## Obyvatelstvo
| Rok            | 1850 | 1900 | 1910 | 1930 | 1950 | 1960 | 1970 | 1980 | 1990 | 2000 |
| Počet obyvatel | 304  | 271  | 255  | 235  | 264  | 221  | 236  | 261  | 305  | 370  |

85,1 % obyvatel hovoří francouzsky, 8,1 % německy a 2,7 % portugalsky (stav v roce 2000). V roce 1850 žilo v Bougy-Villars celkem 304 obyvatel a v roce 1900 271 obyvatel. Poté, co počet obyvatel do roku 1960 klesl na 211, nastal od té doby rychlý nárůst počtu obyvatel, který se během 40 let zdvojnásobil.

## Hospodářství
Až do poloviny 20. století byla obec Bougy-Villars převážně zemědělskou obcí. Zemědělství hraje i dnes důležitou roli jako zdroj příjmů obyvatelstva. Vinice se pěstují po celém úbočí masivu Côte pod nadmořskou výškou 550 až 600 metrů. V Signal de Bougy převažuje chov dobytka a pěstování zemědělských plodin. Další pracovní příležitosti jsou k dispozici v místním průmyslu a především ve službách. V posledních desetiletích se obec díky své atraktivní poloze rozvinula v rezidenční obec. Mnoho pracujících proto dojíždí za prací.

## Doprava
Přestože se obec nachází mimo hlavní dopravní tepny, je dobře dopravně dostupná. Silniční spojení vede do měst Rolle a Aubonne. Dálniční křižovatka Rolle na dálnici A1 (Ženeva–Lausanne), která byla otevřena v roce 1964, se nachází asi 3 km od obce. Bougy-Villars je napojeno na síť veřejné dopravy prostřednictvím autobusové linky Postbus z Rolle do Aubonne.

## Osobnosti
- Sébastien Loeb (* 1974), francouzský automobilový závodník, žije v obci